# Jean Bernard Duvivier

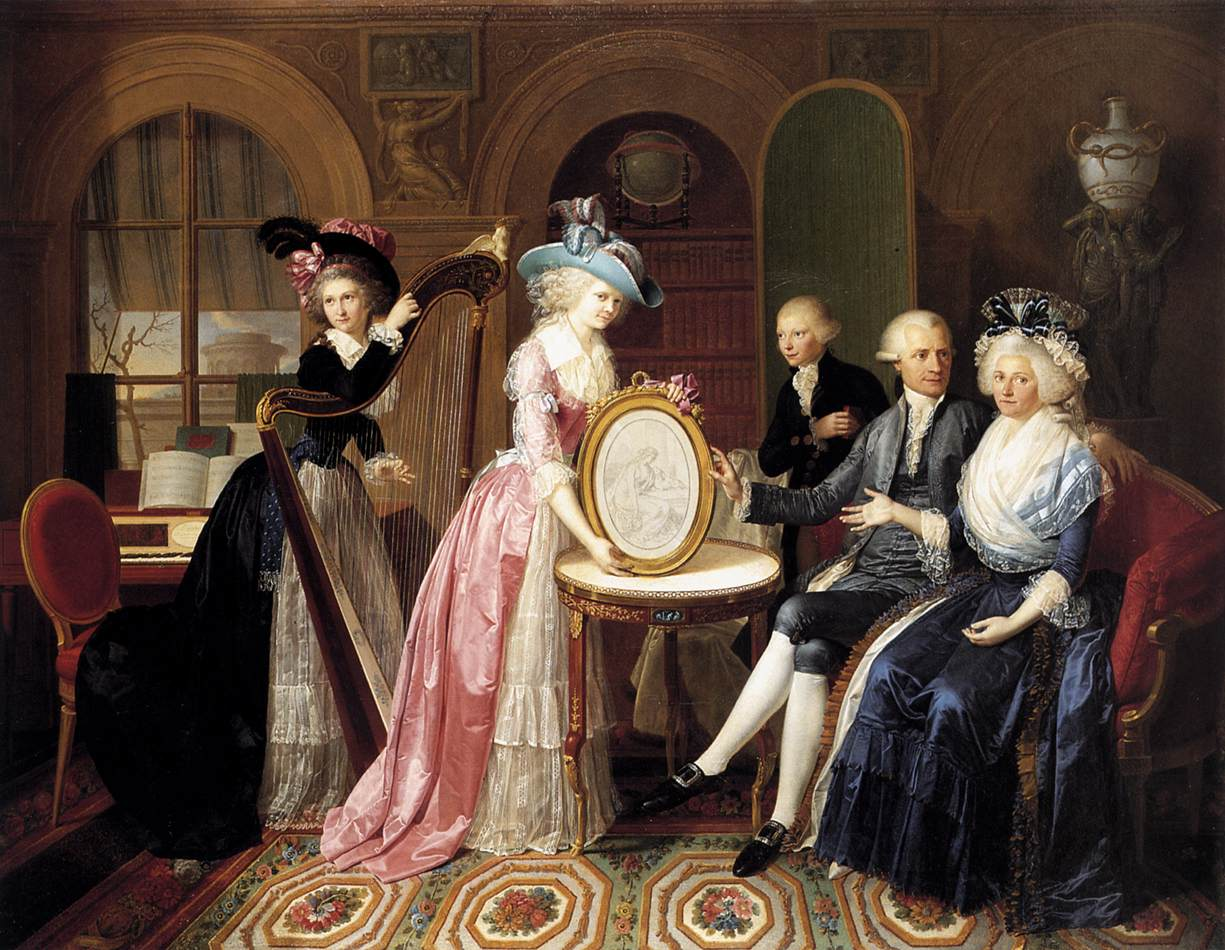
De familie de Villiers

Johannes Petrus Bernardus Duvivier (Brugge, 23 juni 1762 - Parijs, 21 november 1837) was een Belgisch kunstschilder die zich toelegde op portretten, landschappen en marines.

## Levensloop
Duvivier kreeg zijn opleiding bij Hubert en Paul de Cock aan de Academie voor Schone Kunsten Brugge en had al onmiddellijk heel wat werk.
In 1783 ging hij zich bijscholen in Parijs en werd er leerling bij Joseph Suvée aan de Académie des Beaux Arts. Hij behaalde er in 1783 de tweede prijs voor schilderen en in 1784 de eerste prijs voor tekenen.
In 1790 verliet hij het revolutionaire Parijs voor Italië en verbleef vier jaar in Rome, samen met de tekenaar André Dutertre. Daarna verbleven ze nog in Milaan, Bologna, Venetië en Florence. In 1796 vestigde hij zich opnieuw in Parijs en liet zich naturaliseren. Hij onderging de invloed van Jacques-Louis David en liet zich ook inspireren door de werken van David Teniers I.
Op latere leeftijd bekwaamde hij zich in het etsen en kreeg de naam een handig graveerder te zijn.

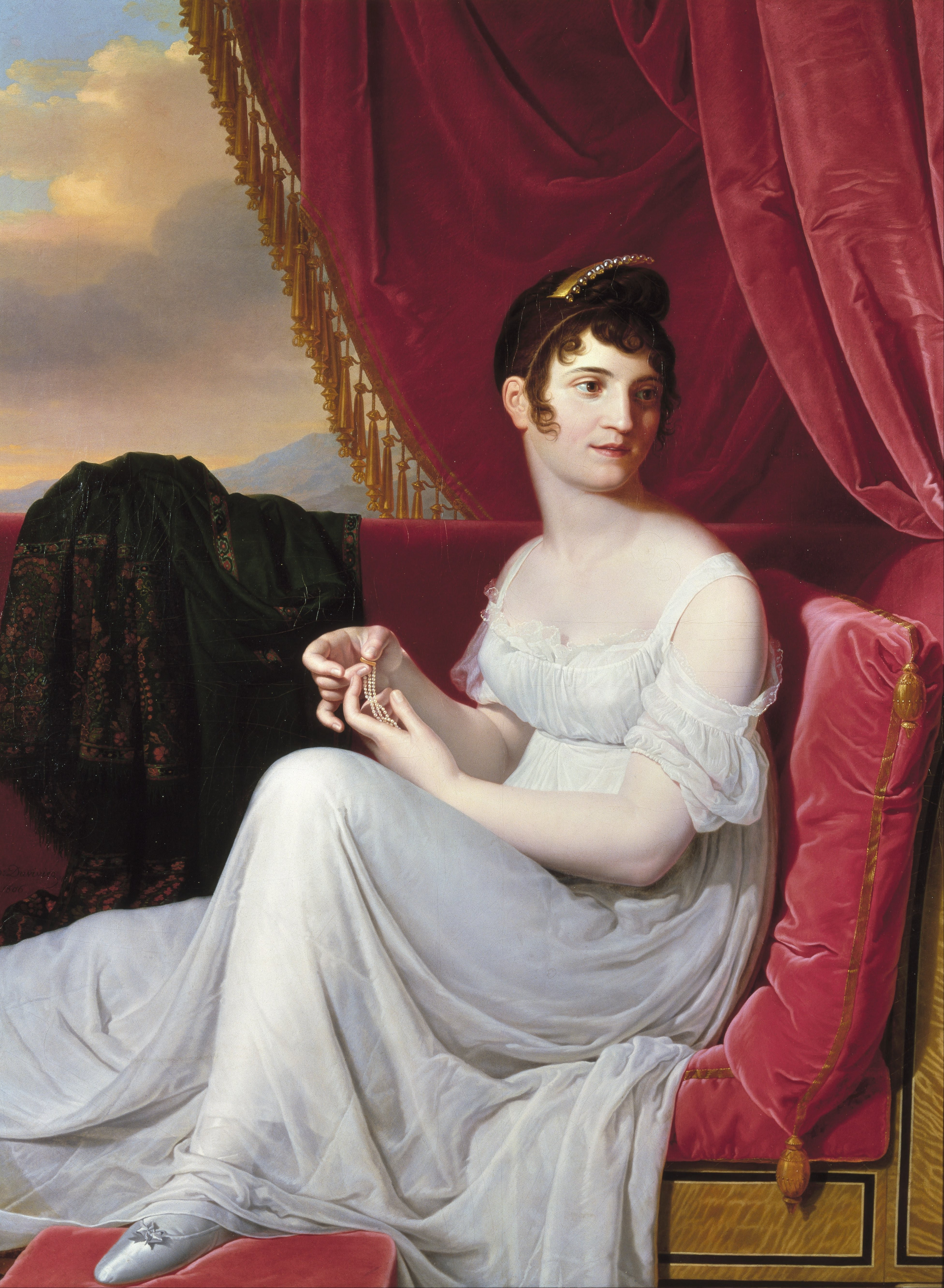
Portret van de prinses van Chimay (1806)

## Werken
- Portretten van hertog Albert Casimir en hertogin Christina van Saksen-Teschen (1783), Groeningemuseum Brugge.
- Portret van Charles Lauwereyns de Roosendaele de Diepenheede (1782), Museum van de Potterie, Brugge.
- Portret van Jean-Bernard van Zuylen van Nyevelt (1782), Museum van de Potterie, Brugge.
- 'Hector doodt zijn zus Camilla' (1785), museum Le Mans.
- 'Cleopatra gevangen genomen door Romeinse soldaten' (1789), museum Rochester University.
- Portret van de familie de Villiers (1790), Groeningemuseum Brugge (schenking 1995 door de Vrienden van de Stedelijke Musea).
- 'Trojaanse soldaat' (1800), Museum Orléans.
- Portret van Madame Tallien (1806), Brooklyn Museum, New York.
- Historietekeningen, o.m. De dood van Herakleia (1790), Groeningemuseum, Brugge.